# 中独平和回復協定
中独平和回復協定（ちゅうどくへいわかいふくきょうてい、英語: Agreement Regarding the Restoration of the State of Peace between Germany and China）は第一次世界大戦後の1921年5月20日に北京で締結された、中華民国とヴァイマル共和国の間の条約。
条約が締結された理由はヴェルサイユ条約において膠州湾租借地の権益が日本政府に渡されたことに対し、中華民国が反発して条約への署名を拒否したことによる。
条約は1922年5月15日に国際連盟の条約集に登録された。

## 背景
1917年8月14日、中華民国はドイツ帝国に宣戦布告、連合国に加わった。1919年6月28日、連合国とドイツ政府の間の講和条約がパリで締結されたが、中華民国代表は北京政府の指示により署名を拒否した。署名拒否の理由は中華民国の領土の一部が大日本帝国の支配下に置かれる条項が含まれていることであった。その結果、中華民国とドイツの戦争状態は正式に終結していなかった。9月15日、中華民国大総統の徐世昌はドイツ政府への敵国制限を解除する総統命令を発した。1921年5月20日、両国は中華民国における元ドイツ植民地の日本への引き渡しを認めないようにしつつ、平和回復の条約を締結した。

## 内容
協定において、両国は共同声明を発表し、両国の関係がヴェルサイユ条約の主要な条項に従うことを確認しつつ、中華民国から日本への領土割譲を認めないとした。条約は両国の外交と貿易関係を回復しつつ、戦前まで存在した中華民国におけるドイツの領事裁判権を廃止した。

## その後
条約は両国にとって有益なものだった。両国は条約を機に軍事協力を開始（中独合作）、第二次世界大戦の直前にドイツ政府が日本側につくまで続いた。